# Ianiera (Nereide)
Ianeira (altgriechisch Ἰάνειρα) ist in der griechischen Mythologie eine Tochter des Nereus und der Okeanide Doris und somit eine der Nereiden.
Homer erwähnt sie in der Ilias im Rahmen seiner Aufzählung der Nereiden, während sie Hesiod nicht kennt. In den Nereidenkatalogen der Bibliotheke des Apollodor und des Hyginus Mythographus wird sie genannt.